# Ourthe
Ourthe – rzeka płynąca w Belgii, w zlewisku Morza Północnego, prawy dopływ Mozy. Długość – 165 km.
Ourthe powstaje z połączenia dwóch rzek: Ourthe Zachodniego (franc. Ourthe Occidentale) oraz Ourthe Wschodniego (franc. Ourthe Orientale). Obie rzeki swoje źródła mają w Ardenach (we wschodniej części Belgii, w prowincji Luksemburg), łączą się w pobliżu Houffalize. Po połączeniu Ourthe zmierza w kierunku północno-zachodnim. Przepływa m.in. przez Durbuy. Łączy się z Mozą w Liège.